# Max Hartmann
Maximilian Hartmann (Lauterecken, 1876 – Buchenbühl im Allgäu, 1962) è stato un biologo tedesco.
Fu tra i primi a studiare i gamoni, ossia le sostanze emesse dai gameti che intervengono nella fecondazione.